# Le Crêt
Le Crêt (ibland Le Crêt-près-Semsales) är en ort och en tidigare kommun i distriktet Veveyse i kantonen Fribourg, Schweiz.
1 januari 2004 slogs Le Crêt samman med Progens och Grattavache till den nya kommunen La Verrerie.